# Manille (Währung)

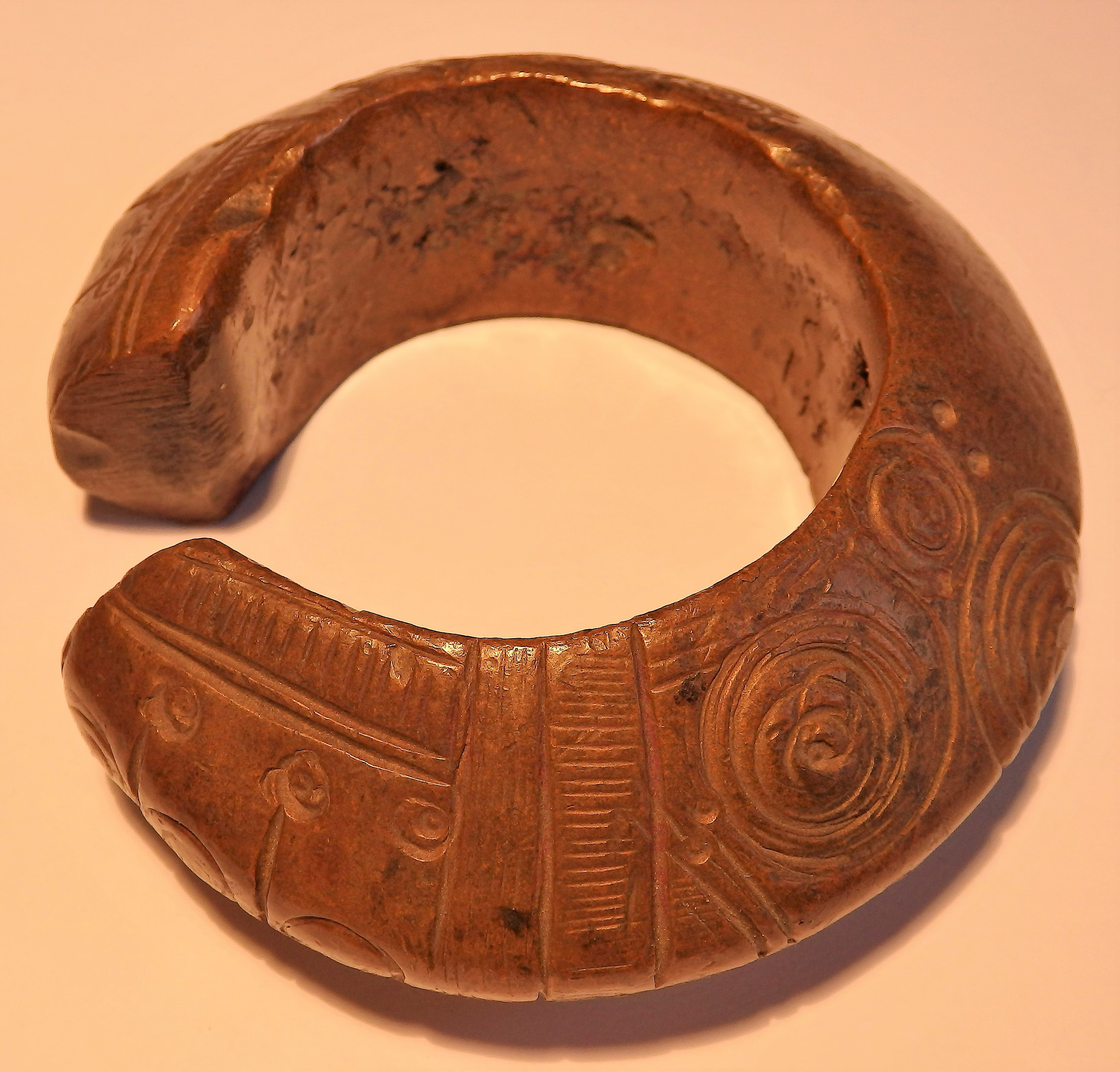
Kupferarmreif-Manille mit Verzierungen aus Nigeria, 710 Gramm, 19. Jahrhundert

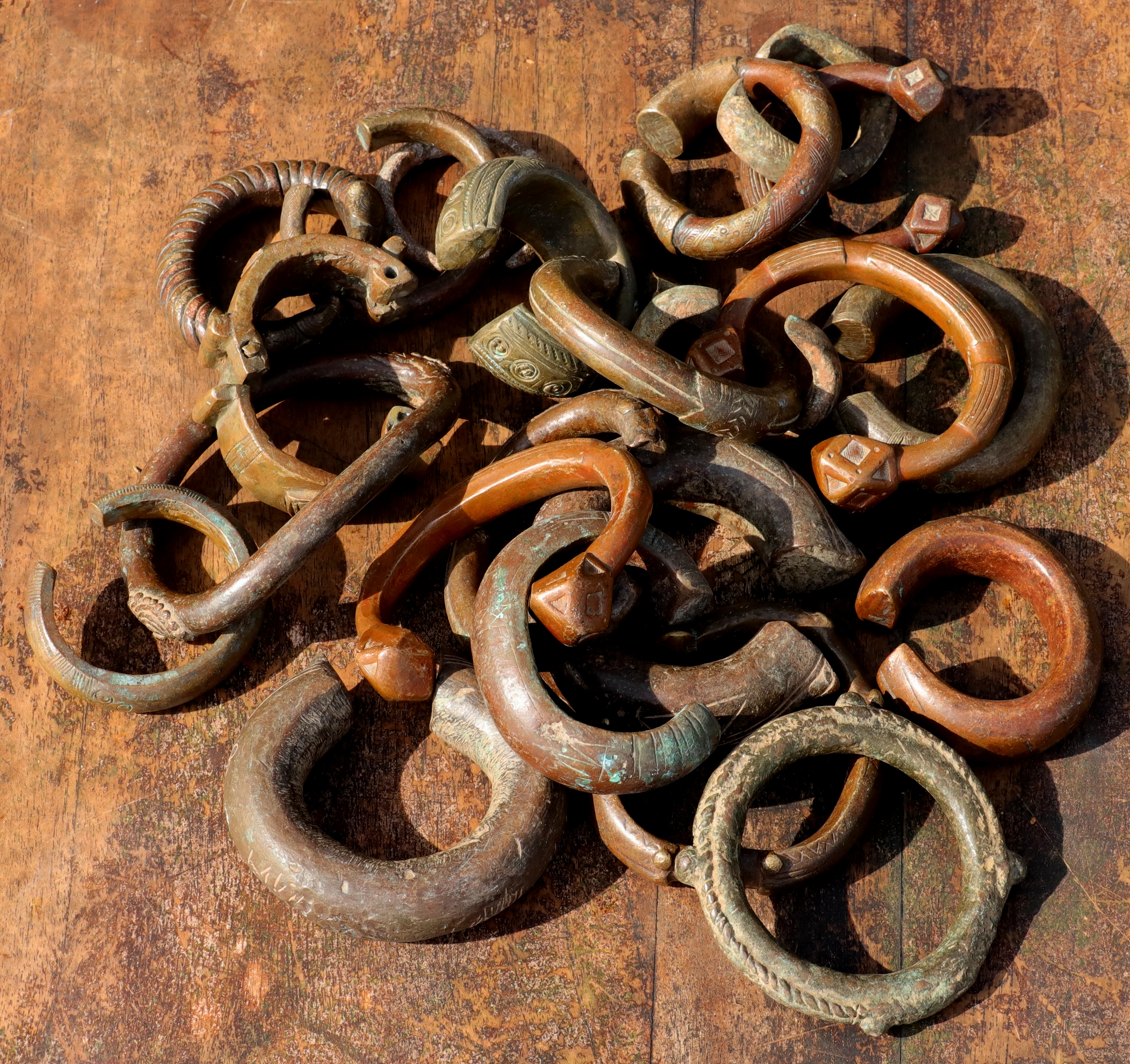
Manillen-Konvolut aus Kupfer und Kupferlegierungen, verschiedene Epochen, Westafrika

Eine Manille (maˈnɪljə), auch Manilla, ist ein Armreif aus Bronze oder Kupfer, in seltenen Fällen auch aus Gold, der einen nicht ganz geschlossenen Kreis bildet. Manillen wurden als vormünzliches Zahlungsmittel (prämonetär) oder Tauschgegenstand und gelegentlich auch als Schmuck unter verschiedenen Völkern Westafrikas, insbesondere der Goldküste, des Königreichs Calabar und weiterer Teile Nigerias, genutzt. Sie wurden auch als „Sklavenhandelswährung“ bekannt, nachdem die Europäer begonnen hatten, sie für den Erwerb von Sklaven für den transatlantischen Sklavenhandel mit Amerika zu verwenden. Manillen waren die erste allgemein austauschbare Währung, die in Westafrika bekannt war. Im Unterschied etwa zum Kaurigeld wurde sie für den Handel auf den Märkten ebenso genutzt wie als Brautpreis, zur Bezahlung von Wahrsagern oder als Grabbeigabe für die nächste Welt.

## Etymologie
Der Name „Manille“ oder „Manilla“ soll sich vom spanischen Wort manella für Armreif, vom portugiesischen Wort für Fingerring oder vom lateinischen manus (Hand) bzw. von monilia (Plural von monile) für Halskette ableiten.

## Typen
Manillen sind üblicherweise hufeisenförmig mit zueinander zeigenden, etwa rautenförmigen Enden. Die Afrikaner hatten regional unterschiedliche Namen für Manillen, erkannten ihnen unterschiedlichen Wert zu und waren wählerisch, welche Variante von Manillen sie akzeptierten. Manillen wurden auch nach dem Klang unterschieden, der beim Aneinanderschlagen entstand.
Ein Bericht des britischen Konsuls von Fernando Póo aus dem Jahr 1856 gibt einen Eindruck von dieser Differenziertheit. Er listet fünf verschiedene Formen von Manillen auf, die in Nigeria verbreitet waren. Die Antony Manillas wurden auf allen Märkten des Landesinneren akzeptiert, die Congo Simgolos oder „Flaschenhälse“ dagegen nur auf dem Markt von Opungo, der Onadoo war besonders begehrt im Königreich Calabar, bei den Igbo zwischen Bonny und  New Kalabari. Der Finniman Fawfinna war in Juju Town und auf dem Markt von Qua verbreitet, allerdings nur halb so viel wert wie der Antony.
Die Verbreitung weiterer afrikanischer Bezeichnungen ist eher auf regionale Sitten als auf tatsächliche Unterschiede in der Herstellung oder im Material zurückzuführen. Der Mkporo ist wahrscheinlich eine niederländische oder britische, der Popo eine französische Manille gewesen, aber die übrigen stammen aus der Produktion in Birmingham.

## Geschichte

### Herkunft
Einige Quellen führen die Verbreitung der Manillen auf die Phönizier zurück, die angeblich in der Antike bereits an der Küste Westafrikas Handel getrieben haben sollen, oder auf Händler bzw. Entdecker aus dem antiken Karthago. Auch die Ägypter wurden als Quelle angenommen, da sie ebenfalls rautenförmiges Geld verwendeten. Nach einer Theorie haben Fischer aus dem heutigen Nigeria diese Kupfergegenstände aus europäischen Schiffswracks in der Bucht von Benin erhalten. Andere Theorien gehen von einem afrikanischen Ursprung aus und nehmen an, dass die Manillen eine Metallkopie traditioneller Armreife aus Raphia sind oder dass die Mondua der Yoruba das Vorbild der Manillen waren. Vor Ankunft der Europäer gab es an dieser Küste bereits eine Tradition kupferner Armreife, die von Frauen als Zeichen des Wohlstandes getragen wurden.

### Messing aus Deutschland
Eine Massenspektrometrie-Analyse von Manillen aus fünf Schiffwracks ergab einen ungewöhnlich einheitlichen Gehalt an Bleiisotopen im Messing. Es konnte nachgewiesen werden, dass das Metall aus dem Rheinland zwischen Köln und Aachen stammte. Dort lag in der frühen Neuzeit ein Zentrum der Metallverarbeitung und Messingproduktion und es existiere ein Vertrag zwischen den Augsburger Fuggern mit der portugiesischen Krone aus dem Jahr 1548 über die Lieferung von Manillen. Historischen Quellen zufolge achteten afrikanische Händler sehr auf die Qualität der Manillen. Dass sie Messing aus dem Rheinland bevorzugten, könnte an dem relativ hohen Bleigehalt (bis zu 14 Prozent des Gewichts) gelegen haben – Blei in Messing führt zu einer leicht fließenden Legierung und verringert die Porosität, wodurch die Legierung besser zum Gießen geeignet ist. Der Vergleich von Spurenelementen und Bleiisotopenverhältnissen von Manillen und Benin-Bronzen zeigte, dass Deutschland die Hauptquelle der Manillen war, die im westafrikanischen Handel zwischen dem 15. und 18. Jahrhundert verwendet wurden, bevor die britische Industrie Ende des 18. Jahrhunderts den Messinghandel übernahm. Aus den rheinischen Manillen wurde ein großer Teil der Benin-Bronzen geschaffen.

### Bedeutung im Sklavenhandel

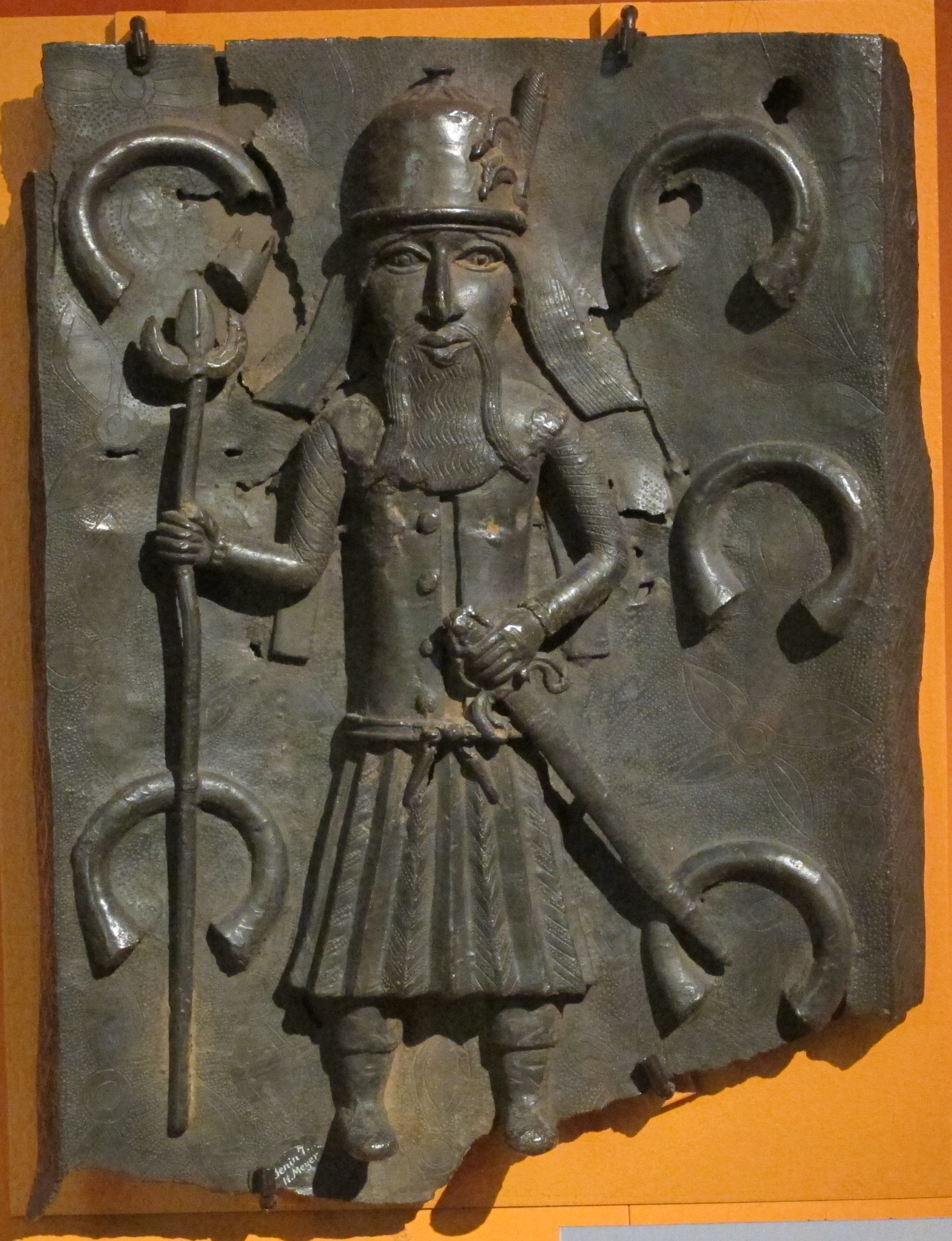
Benin-Bronze aus der Fassade des Königspalastes von Benin. Darstellung eines Portugiesen (16./17. Jahrhundert), Museum für Völkerkunde zu Leipzig. Manillas, wie sie auf der Tafel abgebildet sind, lieferten das Material für viele Benin-Bronzen. Sie kamen als Bezahlung für die vom Königreich Benin gelieferten Sklaven nach Afrika.

Manillen spielten im europäischen Handel keine Rolle, sie wurden in Europa ausschließlich für den Handel mit Afrika hergestellt. Eine besondere Bedeutung hatten die Manillen im innerafrikanischen und im Sklavenhandel mit den Europäern. Duarte Pacheco Pereira, der in den 1490er Jahren hier Handel trieb, erwähnt bereits, dass er 12 bis 15 Manillen aus Messing für einen Sklaven zahlte. 1522 kostete eine Sklavin im Königreich Benin 50 Manillen, und der portugiesische König begrenzte den Preis auf 40 Manillen pro Sklave, um die Inflation zu stoppen. Aus den Manillen, mit denen die europäischen Sklavenhändler die Menschen bezahlten, wurden im Königreich Benin die berühmten Benin-Bronzen hergestellt, die daher auch als „Blut-Metall“ bezeichnet werden.
Zwischen 1504 und 1507 führten die Portugiesen allein 287.813 Manillen aus Portugal über ihre Handelsstation São Jorge da Mina in Elmina im heutigen Ghana ein. Später nutzten sie auch Niederländer und Briten als Zahlungsmittel hier, insbesondere im Sklavenhandel. Ursprünglich wurde als Material Kupfer bevorzugt, später am Ende des 15. Jahrhunderts Messing und schließlich ab 1630 Bronze. Im frühen 18. Jahrhundert waren in Bristol und dann in Birmingham die wichtigsten Manufakturen für ihre Herstellung. Außer mit Manillen zahlte man für versklavte Menschen auch mit Kauris, Baumwolltüchern, Schnaps, Edelmetallen oder Perlen, weshalb der Historiker Michael Zeuske meint, die eigentliche allgemeine „Währungseinheit“ seien
menschliche Körper gewesen, deren Gegenwert jeweils in lokal übliche „Gelder“ umgerechnet worden sei.
Mit dem Niedergang des Sklavenhandels im 19. Jahrhundert ging auch die Produktion der Manillen zurück. In den 1890er Jahren hatten sie noch einige Bedeutung im Handel mit Palmöl. Viele Manillen wurden von afrikanischen Handwerkern eingeschmolzen, um Kunstgegenstände herzustellen. Manillen wurden auch oft auf ein Grab gelegt, um den Wohlstand des Verstorbenen zu demonstrieren, und in einigen Gegenden von Benin tragen Frauen auf Beerdigungen heute noch große Manillen um den Nacken, die später in den Familienschrein zurückkehren. Goldmanillen sollen für sehr wichtige Leute wie den König Jaja von Opobo 1891 hergestellt worden sein.

### Abschaffung der Manillen als Währung
Durch die Native Currency Proclamation verboten die britischen Kolonialherren 1902 den Import von Manillen nach Nigeria, sofern dieser nicht durch den High Commissioner genehmigt war. Die Absicht war, den Gebrauch von geprägten britischen Münzen zu unterstützen. Bis in die 1940er-Jahre waren sie jedoch weiter in Gebrauch, was als verwaltungsmäßiges Problem angesehen wurde.
Durch die operation manilla versuchten die Briten, die Manillen endgültig gegen britische Münzwährung auszutauschen. Die Kampagne war recht erfolgreich, und 32 Millionen Stück wurden aufgekauft und als Schrott verwertet. Am 1. April 1949 endete die Geschichte der Manillen als gesetzliches Zahlungsmittel in Britisch-Westafrika nach einem sechsmonatigen Umtauschzeitraum. Maximal 200 Stück pro Person waren noch für zeremonielle Zwecke bei Begräbnissen und Hochzeiten erlaubt. Nur die Sorten Okpoho, Okombo und Abi waren noch offiziell anerkannt und wurden zu einem festen Kurs aufgekauft. 32,5 Millionen Okpoho, 250.000 Okombo und 50.000 Abi wurden so übergeben. Ein Metallhändler in Europa erhielt 2460 Tonnen Manillen, dennoch kostete das Unternehmen die Steuerzahler der Region 284.000 £.
Heutzutage werden Manillen noch für Touristen hergestellt.